# 10146 Mukaitadashi
10146 Mukaitadashi (1994 CV1) là một tiểu hành tinh vành đai chính được phát hiện ngày 8 tháng 2 năm 1994 bởi K. Endate và K. Watanabe ở Kitami. Nó được đặt theo tên Japanese scientist Tadashi Mukai (b. 1945).